# Casona Pardo
La casona Pardo es como se conoce actualmente una edificación de estilo clásico italiano, construida en 1920 y declarada Patrimonio Cultural de la Nación en el distrito de Miraflores en la ciudad de Lima. Actualmente es sede del Centro Cultural y de la Facultad de Humanidades de la Universidad de Piura (UDEP). También se suele mencionar como Casona Gutiérrez, por la familia que habitó en ella.

## Historia
En 1919, don Salvador Gutiérrez Pestana dispuso la edificación de la casona Pardo, la cual sería su residencia familiar. El proyecto fue llevado a cabo por el arquitecto peruano, de origen italiano, Enrique Bianchi, quien trabajó como arquitecto del Ministerio de Fomento y Obras Públicas y para la Municipalidad de Lima como ingeniero.
La casona fue inaugurada en 1920. En ella vivieron don Salvador y su esposa, Adriana Gálvez Rodrigo, junto con sus hijos. 
En 1960, después del fallecimiento de Don Salvador, la hija mayor del matrimonio Gutiérrez Gálvez sugiere a sus hermanos donar en vida la casona a la Asociación Civil de Educación y Cultura (ACEC), promovida por algunas personas del Opus Dei y otros ciudadanos interesados en la creación y mantenimiento nuevos centros educativos y culturales. Es así como por donación de doña Adriana Gálvez viuda de Gutiérrez y su hija, doña Isabel Gutiérrez, la casona cambia de titulares. Es así como dos años después se instala en la casona el Centro Cultural Universitario Miralba.
En 1974, la casona recibió la visita de San Josemaría Escrivá, fundador del Opus Dei y la Universidad de Piura. Seis años después, en 1980, la casona fue declarada Patrimonio Histórico Inmueble de la Nación, concretamente con Resolución Ministerial del Instituto Nacional de Cultura -antecesor del Ministerio de Cultura del Perú- N° 0928-80-ED de fecha 23 de julio de 1980, publicada en el diatio oficial El Peruano el 24 de agosto de 1980. Es la única casona de Miraflores incluida en esa resolución, que presenta un elenco muy amplio para todos los departamentos del Perú. Como dirección se menciona "Pardo 298 esq. Coronel Inclán". Con Resolución directoral 115-2014 de 24 de noviembre -ya del Ministeriol de CUltura- se determinan los espacios intangibles.
El 2 de mayo del 2018, en la casona Pardo se inauguraron las oficinas del Centro Cultural de la UDEP así como de los docentes de la Facultad de Humanidades.
Como Centro Cultural de la UDEP, en la casona se realizan cursos y seminarios, al igual que actividades académicas y culturales como cafés, exposiciones, conversatorios, ciclos de cine, visitas guiadas, conciertos y recitales.